# Friedrich Bülau
Friedrich (von) Bülau, född 8 oktober 1805 i Freiberg (Sachsen), död 26 oktober 1859 i Leipzig, var en tysk statsvetenskaplig författare.
Bülau blev vid Leipzigs universitet 1836 professor i filosofi och 1840 i statskunskap samt var 1837-44 censor för den periodiska pressen i Sachsen. Åren 1838-49 redigerade han "Neue Jahrbücher der Geschichte und Politik", 1843-48 "Deutsche Allgemeine Zeitung" och 1851-54 "Leipziger Zeitung". 
Bland Bülaus arbeten kan nämnas Encyklopädie der Staatswissenschaften (1832, andra upplagan 1856; "Statsvetenskapens encyklopedi", 1843), Handbuch der Staatswirtschaftslehre (1835), Geschichte des europäischen Staatensystems (tre band, 1837-39), Geschichte Deutschlands von 1806 bis 1830 (1842, för Arnold Hermann Ludwig Heerens och Friedrich August Ukerts "Geschichtswerk") och Geheime Geschichten und Rätselhafte Menschen (12 band, 1856-60, andra upplagan 1863-64; "Hemliga historier och hemlighetsfulla människor", 1864-65).